# Chris Bumstead
Christopher Adam Bumstead (geb. 2. Februar 1995 in Ottawa, Ontario) ist ein kanadischer Profi-Bodybuilder. Bumstead trat in der Kategorie „Classic Physique“ an und ist darin amtierender Mr. Olympia. Er gewann 2019, 2020, 2021, 2022, 2023 und 2024 den Titel des Mr. Olympia; 2017 und 2018 wurde er Zweiter. 2024 verkündete er unmittelbar nach seinem Sieg seinen Rücktritt aus dem professionellen Bodybuilding.

## Leben
Bumstead wurde in Kanadas Hauptstadt Ottawa, Ontario, geboren und wuchs dort auf. In der High School betrieb er mehrere Sportarten, darunter Fechten, American Football, Fußball, Baseball, Basketball und Eishockey. Im Alter von 14 Jahren begann er mit dem Bodybuilding und steigerte sich zwischen der neunten und zwölften Klasse von 170 auf 225 Pfund, wobei er bei den Beinen die größten Fortschritte machte. Nachdem er sich einen seiner Meinung nach guten Körperbau erarbeitet hatte, lernte Bumstead den Freund seiner Schwester, den professionellen Bodybuilder Iain Valliere, kennen, der ihn seitdem trainierte. Am 19. Oktober 2022 gaben Chris und Iain offiziell bekannt, dass sie nicht mehr zusammenarbeiten werden, um sich beide auf ihre eigenen Mr. Olympia-Shows zu konzentrieren.

## Karriere
Im Alter von 19 Jahren nahm Chris Bumstead an seinem ersten Bodybuildingwettkampf teil. 2016 konnte er sich mit 21 durch den Sieg der „IFBB North American Bodybuilding Championships“ seine Pro Card sichern. Nachdem er 2017 zwei weitere IFBB-Wettkämpfe gewinnen konnte, folgte im selben Jahr die erste Mr. Olympia-Teilnahme, bei der er sich hinter Breon Ansley den zweiten Rang sichern konnte. Auch 2018 wurde er hinter Ansley Zweiter. 2019 begann die Dominanz Bumsteads. Nach 2019 gewann er auch 2020, 2021, 2022, 2023 und 2024 den Titel des Mr. Olympia in der Classic Physique. Während seiner Siegesrede zum Gewinn des Mr. Olympia 2024 gab er seinen wahrscheinlichen Rücktritt aus dem professionellen Bodybuilding bekannt.

## Sonstiges
Zu seinen Vorbildern zählt Chris Bumstead Tom Platz aufgrund seiner Beinmuskulatur. Des Weiteren wurde er von Berry de Mey und Arnold Schwarzenegger inspiriert, von Schwarzenegger vor allem wegen seiner Fähigkeit, während des Posens ein sogenanntes „Stomach-Vacuum“ auszuüben.
Er lebt mit seiner Frau und seinem Hund in Ottawa. Des Weiteren ist Bumstead seit 2023 Vater.

## Wettkämpfe
- 2016 IFBB North American Championships im Schwergewicht 1. Platz (Erreichen der Pro Card)[9]
- 2016 IFBB Dayana Cadeau Classic, Classic Physique 3. Platz[10]
- 2017 IFBB Pittsburgh Pro, Classic Physique 1. Platz[11]
- 2017 IFBB Toronto Pro, Classic Physique 1. Platz[12]
- 2017 Mr. Olympia, Classic Physique 2. Platz[13]
- 2018 Mr. Olympia, Classic Physique 2. Platz[14]
- 2019 Mr. Olympia, Classic Physique 1. Platz[15]
- 2020 Mr. Olympia, Classic Physique 1. Platz[16]
- 2021 Mr. Olympia, Classic Physique 1. Platz[17]
- 2022 Mr. Olympia, Classic Physique 1. Platz[18]
- 2023 Mr. Olympia, Classic Physique 1. Platz[19]
- 2024 Mr. Olympia, Classic Physique 1. Platz[7]
- 2024 EVLS Prague Pro 2. Platz

## Körperdaten
Größe: 185,5 cm
Gewicht: 108 kg (Wettkampf) / rund 118 kg (Offseason)